# Sierra Chincua
La sierra Chincua consiste en una reserva especial de la biosfera, santuario natural y ancestral de la mariposa monarca en el Estado mexicano de Michoacán. Ocupa parte importante de los Municipios de Sénguio, en particular del Ejido Chincua (Emiliano Zapata) y Ocampo. Su tamaño es de alrededor de 1060 hectáreas. La gente de Chíncua, al igual que la Mariposa Monarca, también emigra hacia los mismos destinos y también regresa a pasar el invierno a la Sierra.

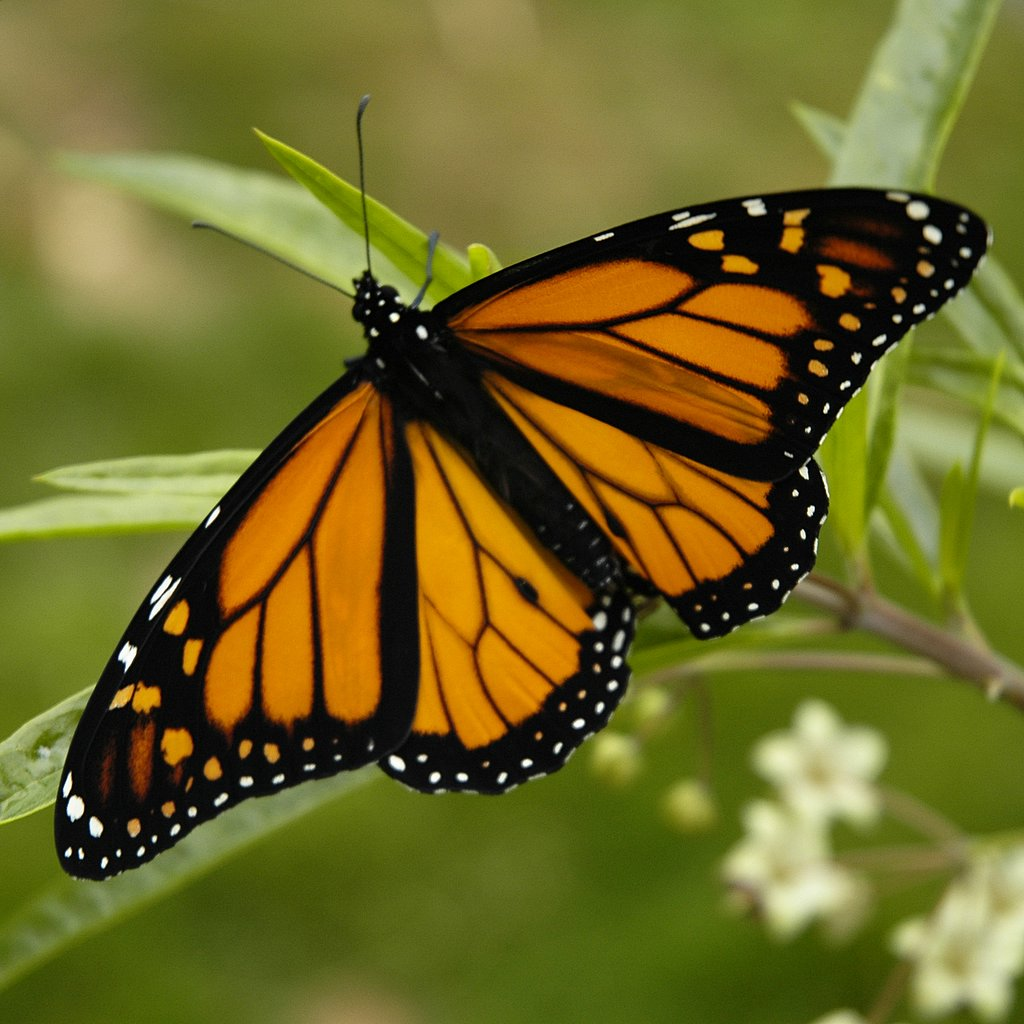
mariposa monarca.

El santuario, que se abre al público en general a finales de noviembre, está ubicado en la parte central de la Reserva de la Biósfera Mariposa Monarca. Forma parte del corredor Sierra Chíncua - Campanario - Chivati - Huacal y se encuentra a una altitud que varía de los 2.400 a los 3.600 m s. n. m.
En sierra Chíncua encontraremos principalmente un bosque de oyamel, pinos, encinos, madroños y robles.